# Polnischer Westgedanke
Als polnischer Westgedanke (polnisch polska myśl zachodnia) wird die Vorstellungswelt bezeichnet, welche eine Gewinnung deutscher Gebiete westlich der polnischen Grenze von 1772 anstrebte, die im Mittelalter schon einmal zu Polen gehört hatten. Polen-Litauen war durch drei Teilungen zwischen 1772 und 1795 unter Russland, Österreich und Preußen aufgeteilt worden und als Staat verschwunden. Der polnische Westgedanke nahm im 19. Jahrhundert in den Kreisen der nationaldemokratischen Bewegung Polens Gestalt an und zielte auf die Wiedergründung eines polnischen Staates. In der Diskussion um den Grenzverlauf des nach dem Ersten Weltkrieg wiedererstandenen Staates Polen gewannen diese Vorstellungen an Aktualität.
Aus dem polnischen Westgedanken entwickelte sich eine Forschungseinrichtung, die von deutscher Seite als der deutschen Ostforschung entsprechend auch als polnische Westforschung bezeichnet wird, weil sie „ein nahezu getreues Spiegelbild der deutschen Ostforschung“ bildete. Sie entwickelte sich mit dem Entstehen des neuen polnischen Nationalstaates nach dem Ersten Weltkrieg. Ihr Zentrum war die 1919 neu eingerichtete Universität Posen, die 1919/20 Piasten-Universität hieß. Sie richtete sich gegen die deklarierten deutschen Absichten, die im Friedensvertrag von Versailles festgelegte Ostgrenze mit Polen nicht anzuerkennen und in Frage zu stellen.
Nach dem Beginn des Überfalls auf Polen 1939 widersetzte sie sich aus dem Untergrund der Germanisierungspolitik des Nationalsozialismus. Nach dem Zweiten Weltkrieg war es ihr Ziel, die „wiedergewonnenen Gebiete“ bis zur Oder-Neiße-Linie zu legitimieren.
Insgesamt lassen sich drei Aspekte des polnischen Westgedankens unterscheiden:
1. ein politisches Westprogramm („program zachodni“), das nach dem Ersten und auch nach dem Zweiten Weltkrieg eine Verschiebung der polnischen Westgrenze als Ziel formulierte,
2. unter dem Begriff der Westforschung wissenschaftliche Ansätze zur Begründung der Notwendigkeit und Rechtmäßigkeit dieser Verschiebung, und
3. die Westarbeit („praca zachodnia“), d. i. die propagandistische Tätigkeit zur Popularisierung des Westgedankens.[2]

## Vorgeschichte

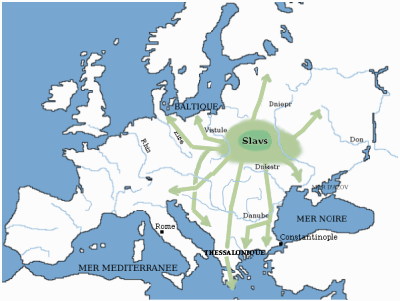
Die Ausbreitung der Slawen im 5. bis 10. Jahrhundert

Posen, das Zentrum des seit Jahrhunderten polnischen Kernlandes Großpolen, war bereits im 19. Jahrhundert zum organisatorischen Hauptzentrum der polnischen Nationalbewegung in Preußen bzw. im Deutschen Reich geworden. Im April und Mai 1848 kam es zum Aufstand der Posener Polen gegen die preußische Herrschaft. Der Aufstand richtete sich gegen die Einbeziehung überwiegend polnischer Gebiete in die Wahlen zur Frankfurter Nationalversammlung und damit gegen die Inkorporation eines Teils von Polen in einen deutschen Nationalstaat. Ferneres Ziel war eine Vereinigung ganz Polens. Dem wiederzugründenden Polen galten in der Frankfurter Nationalversammlung die Debattentage vom 24. bis 27. Juli 1848. Alle Ansprüche Polens wurden zurückgewiesen, was nicht nur im Beitrag des ostpreußischen Abgeordneten Carl Friedrich Wilhelm Jordan und seiner Betonung des „gesunden Volksegoismus“ deutlich wurde, sondern auch in der polenfeindlichen Schrift des Frankfurter Paulskirchenmitglieds und Leipziger Historikers Heinrich Wuttke Deutsche und Polen (1846/²1848).

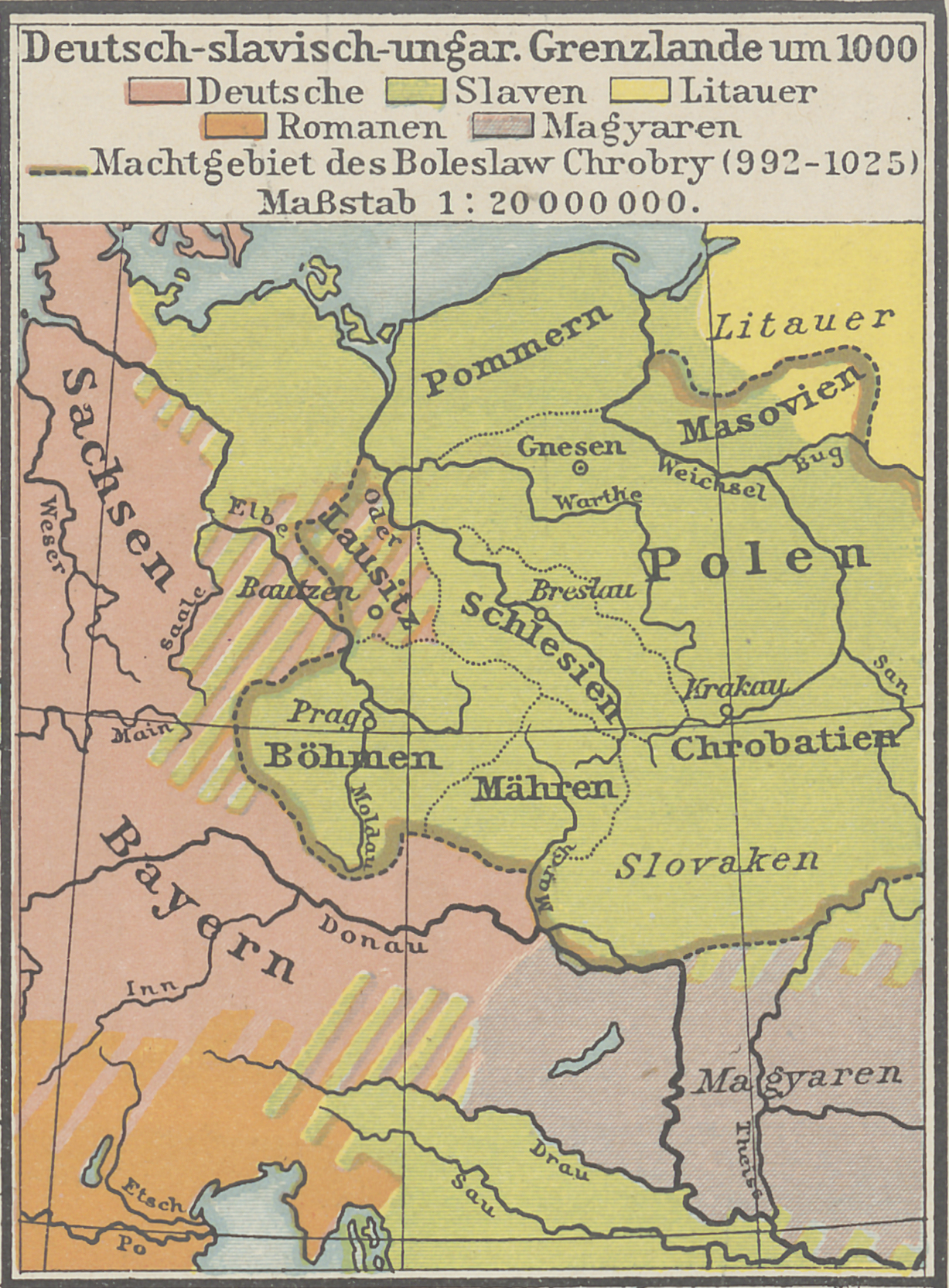
Herrschaftsgebiet Bolesławs I. um das Jahr 1000 (Kartenausschnitt aus Putzgers „Historischer Schul-Atlas“, 1905)

Er wies ausdrücklich den Anspruch zurück, dass die geforderte polnische Westgrenze die Oder sein sollte. Dabei gab er wie auch der Debattenredner Jordan zu, dass die Slawen eigentlich auf Gebiete bis zur Saale „und tief in das Herz von Deutschland“ Anspruch hätten, die ihnen seit dem 10. Jahrhundert entrissen worden waren. Dabei weist er allerdings darauf hin, dass die Slawen sich diese Gebiete als Angreifer an sich gerissen hatten.
Der Historiker Roland Gehrke schrieb 2001 zu den im 19. Jahrhundert entwickelten Territorialvorstellungen für einen künftigen polnischen Nationalstaat: „Mit der Rückbesinnung auf das piastische Erbe gerieten auch die territoriale Ausrichtung des Piastenstaates und darüber hinaus die mittelalterliche Westausdehnung des Slaventums überhaupt ins Blickfeld von Historikern und Publizisten. So bezeichnete es Wilhelm Bogusławski im Vorwort zu seiner monumentalen vierbändigen ‚Geschichte des nordwestlichen Slaventums bis zur Mitte des 13. Jahrhunderts‘ als sein Ziel, dem Leser die enge Verbindung zwischen den westslawischen Stämmen und den Bewohnern des piastischen Polen sowie die ursprüngliche ethnographische Grenze zwischen Germanen und Slaven in Erinnerung zu rufen. Diese Grenze wurde in einzelnen Darstellungen unter Rückgriff auf eine teilweise recht abenteuerliche Interpretation von Ortsnamen sowie mittelalterlichen und antiken Quellen über ihren ungefähren Verlauf entlang der Flussläufe von Elbe und Saale hinaus noch sehr viel weiter nach Westen verlegt.“

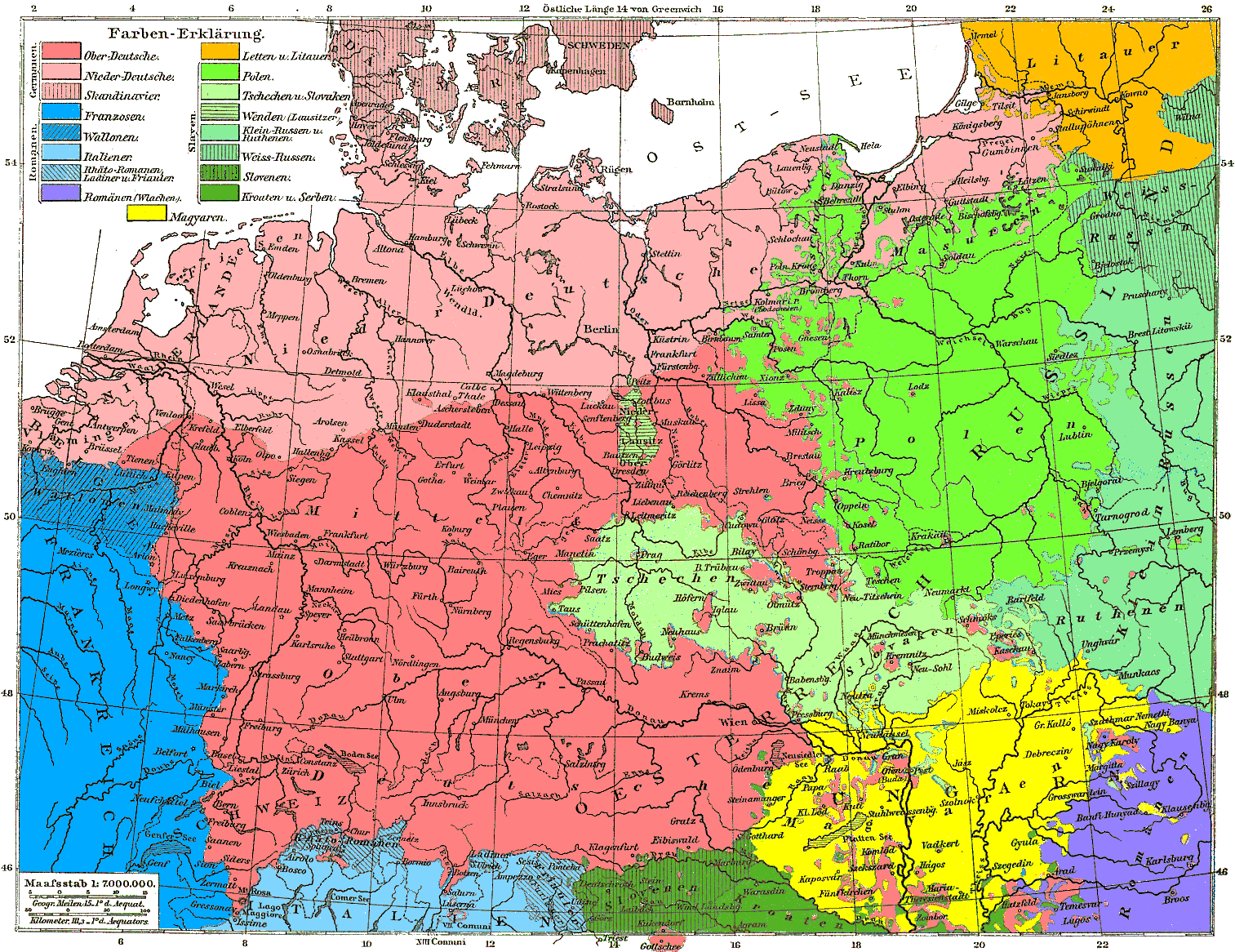
Sprachenkarte von Deutschland in Andrees Allgemeiner Handatlas, 1881

Vor Weltkriegsende erschien 1917 in Moskau eine Broschüre des Journalisten Bolesław Jakimiak, in der er sich Gedanken darüber machte, wie die in den Jahrhunderten zuvor vollzogenen Germanisierungsprozesse rückgängig zu machen wären. Dabei stellte sich die Deutsche Ostsiedlung für ihn so dar: 
„(…) man beachte, dass das zahlenmäßig verhältnismäßig kleine, nur aus einer Handvoll Stämmen (Sachsen, Bayern, Franken) hervorgegangene und zwischen Rhein und Weser siedelnde deutsche Volk mit Hilfe von Intrigen und Winkelzügen, teilweise auch mit Hilfe einer besseren Bewaffnung und einer besseren Organisation, schrittweise ein um das Vielfache größeres Territorium seiner Herrschaft unterwarf, das nicht sein eigenes war, (…) und der alteingesessenen slavischen Bevölkerung dieses Territoriums seine Sprache aufzwang. Man bedenke, dass es ein Volk, das derart räuberischen Instinkten gehorcht und bei der Entnationalisierung der Bevölkerung der einverleibten Gebiete derart rücksichtslos vorgeht, kein zweites Mal auf dem Erdball gibt.“
Für Jakimiak galten als Westgrenze der ins Auge gefassten neuen Staatsgründung bereits die Oder-Neiße-Grenze.

## Die polnische Westgrenze im Friedensvertrag von Versailles
Der Nationalpolitiker Roman Dmowski war polnischer Verhandlungsführer beim auszuhandelnden Friedensvertrag von Versailles. Er sprach sich für einen Anschluss Deutschösterreichs an Deutschland aus, weil er meinte, dass damit die preußische Vorherrschaft in Deutschland und die preußisch-deutsche Gefahr für Polen zu brechen seien. Sein Territorialprogramm für das künftige Polen unter teilweiser Missachtung vollständig nichtpolnisch besiedelter Gebiete sah hingegen so aus:

„1) Das österreichische Polen – das in den Teilungen Polens annektierte Galizien und die Hälfte des österreichischen Schlesien (Teschen),

2) das russische Polen – das Königreich Polen und die in den Teilungen Polens annektierten Gouvernements Kowno, Wilna und Grodno sowie einen Teil der Gouvernements Minsk und Wolhynien,

3) das deutsche Polen – die in den Teilungen Polens annektierten Provinzen Posen und Westpreußen mit Danzig; zusätzlich Oberschlesien und der südliche Teil von Ostpreußen.“

Diese Forderungen blieben in diesem Ausmaß unerfüllt. Die deutschen Gebietsabtretungen hatten trotzdem zur Folge, dass die Abtrennung Ostpreußens vom übrigen Reichsgebiet (siehe Polnischer Korridor) und vor allem die als willkürlich empfundene Zerreißung des oberschlesischen Industriegebiets den Ruf nach einer Revision der „blutenden Grenze im Osten“ laut werden ließen.

## Die Etablierung der polnischen Westforschung
Wie in der deutschen Ostforschung trugen verschiedene Wissenschaften zum Westforschungsprojekt bei, das sein Zentrum in Posen hatte. Die vorläufige Universitätsbenennung als „Piasten-Universität“ war bereits Programm und wies darauf hin, dass in einem Jahrtausendraum gedacht wurde, nämlich von Mieszko I. her, der als Erster in Berührung mit der sächsischen Expansion unter den Liudolfingern in Gestalt des Markgrafen Gero gekommen war. Neben der Nationalgeschichte waren es vor allem Archäologie, Geographie, Soziologie und Linguistik, die ihre Beiträge zur Erkundung der westlichen Gebiete leisteten, die einst von Slawen bewohnt waren, die im Zuge der vom Heiligen Römischen Reich ausgehenden mittelalterlichen Ostexpansion zurückgedrängt worden und großflächig völlig verschwunden waren.
Robert Brier schrieb 2003:
„Der Archäologe Józef Kostrzewski etwa sah die Rolle seiner Wissenschaft als Produzentin von Argumenten für politische Forderungen und erinnerte während des polnischen Historikertages im Jahr 1925 daran, dass die Geschichtswissenschaft in den Westgebieten schon immer den Zwecken der ‚Verteidigung der nationalen Existenz‘ gedient habe. Hatte sich diese politische Einstellung zu Wissenschaft in den Westgebieten des damaligen polnischen Staates zweifelsohne unter den besonderen Umständen des Germanisierungsdruckes im Deutschen Reich entwickelt, so erhielt sie spätestens seit der Mitte der Zwanziger Jahre durch den Aufstieg der Ostforschung in der Wissenschaftslandschaft der Weimarer Republik erhöhte Aktualität. Nach der Entstehung von deutschen Osteuropa-Forschungsinstituten in Königsberg und Breslau während des Ersten Weltkriegs war es besonders die 1926 gegründete Stiftung für deutsche Volks- und Kulturbodenforschung, die dieser Forschungsrichtung ein institutionelles Gepräge sowie eine inhaltliche und methodische Stoßrichtung gab.“
Wie eng die Berührung mit deutschen Konzepten war, zeigte sich beispielhaft darin, dass der Westforscher Józef Kostrzewski bei Gustaf Kossinna studiert hatte. Der hatte die These entwickelt, dass die slawische Kultur zivilisatorisch jünger sei als die deutsche. Ihr Entstehen verdanke sie wesentlich germanischer Kultur, weshalb Mitteleuropa bis zur Weichsel gleichsam germanische „Urheimat“ gewesen sei. Kostrzewskis wissenschaftliche Tätigkeit bestand darin, Kossinna zu widerlegen.
Rudolf Jaworski stellt fest, dass sowohl in der polnischen West- wie in der deutschen Ostforschung „hochpolitische Forschungsanliegen“ im Streit um Territorien, Minderheiten und Kultureinflüsse entstanden waren. Sie hätten den Zweiten Weltkrieg überdauert „und lange Zeit das geistige Klima zwischen beiden Ländern vergiftet, da sie über die wissenschaftliche Arbeit hinaus auch publizistisch und pädagogisch wirksam wurden“.

## Zweiter Weltkrieg
Mit dem Überfall auf Polen und der nationalsozialistischen Absicht, Polen als „Kolonialland“ (Hanns Johst, 1940) zu behandeln (vgl. Fremdvölkische) und die Führungsschichten zu vernichten, wurde auch die Posener Universität 1941 in eine „Reichsuniversität“ verwandelt. Das bedeutete für die Westforscher Untergrundarbeit, zumal eine von deutschen Ostforschern erstellte Liste existierte, auf deren Grundlage die Gestapo die Vertreter der Westschule identifizierte und verfolgte. In der in Posen gegründeten Untergrundorganisation „Ojczyzna“ – „Vaterland“ – trat der Mittelalterhistoriker und Staatsrechtler Zygmunt Wojciechowski hervor. Sein Betätigungsfeld war „die Leitung des Westbüros der Regierungsdelegatur in Warschau. Bestand die ursprüngliche Aufgabe dieser Institution in der politischen Vertretung der polnischen Gebiete, die ans Reich angeschlossenen waren, begann man sich dort unter dem Schlagwort der ‚geforderten‘ oder ‚zurückkehrenden Gebiete‘ [ziemie postulowane, ziemie powracające] allerdings auch mit Fragen der Übernahme von Territorien jenseits der Westgrenze von 1939 zu beschäftigen, ein Arbeitsbereich, der nach 1943 dominierte […] Ziel des Weststudiums war zum einen die Propaganda für möglichst weitgehende Gebietsforderungen. Zum anderen sollten diese Forderungen durch die Fortführung und Ausweitung der Westforschung untermauert und ihre Realisierung vorbereitet werden. Verwirklicht werden sollte dies durch die Erforschung der Geschichte der deutsch-polnischen Beziehungen und der geforderten Gebiete sowie die Dokumentation deutscher Verbrechen während der Okkupation.“

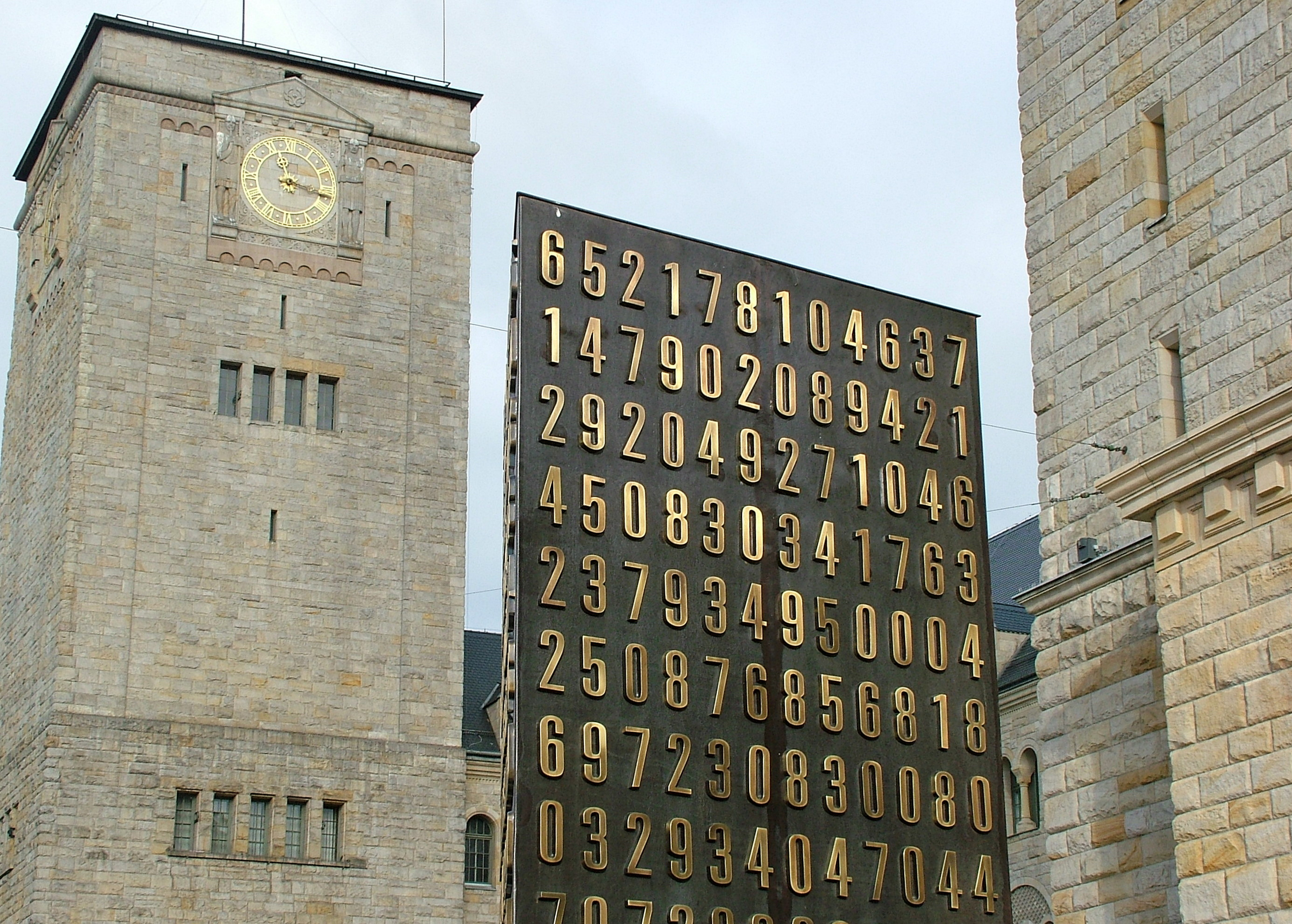
Eine Stele mit Ziffern beim Posener Residenzschloss erinnert an polnische Kryptoanalytiker und ihren Beitrag zum alliierten Sieg.

Wichtig war die Zusammenarbeit mit der zunächst in Frankreich und dann in London wirkenden polnischen Exilregierung und sie mit Rückmeldungen und Material für die anstehenden Verhandlungen mit den drei Alliierten Sowjetunion, England und USA zu versorgen. Ein 1943 erstelltes Memorandum verlangte die Schaffung vollendeter Tatsachen nach dem Krieg noch vor einer Friedenskonferenz. Dem Ziel der Westverschiebung diente auch die Forderung, die deutsche Bevölkerung aus den neuen Territorien vollständig auszusiedeln. Damit sollte die Möglichkeit der Durchführung von Plebisziten ausgeschlossen werden, mit denen man nach dem Ersten Weltkrieg schlechte Erfahrungen gemacht hatte.
Der Warschauer Aufstand von 1944 bedeutete eine Umorientierung der zunächst rein nationalpolnisch ausgerichteten Bestrebungen. Wojciechowski vollzog die Anpassung an die künftige sowjetische Dominanz am schnellsten, weil absehbar war, dass die eigenen Forderungen nur Chancen auf Verwirklichung hatten, wenn Josef Stalin von ihnen überzeugt war. Denn Stalin wollte Russland ebenfalls auf Kosten Polens nach Westen verschieben, was ihm umso leichter gelingen würde, wenn er den Verlust durch den in der Westforschung so begehrten Erwerb von Gebieten im Westen kompensierte, die als „urpolnisch“ und als „Mutterländer“ (Wojciechowski), weil piastisch galten (vgl. Ostgebiete des Deutschen Reiches). So hatte Stalin schon 1941 Władysław Sikorski die Zusage gemacht, dass die künftige polnische Westgrenze die Oder sein werde. Im Juli/August 1944 legte er sich gegenüber dem Lubliner Komitee, der von der Sowjetunion gestützten kommunistischen provisorischen Regierung Polens, zum ersten Mal auf die Oder-Neiße-Linie als Grenzverlauf fest und sicherte den Besitz von Stettin und Breslau zu. Das hatte für Wojciechowski und die von ihm geleitete Westforschung unmittelbare Folgen: Ende 1944 wurde über ein Instytut Zachodni (dt. West-Institut) nachgedacht, das dann im Februar 1945 in Posen gegründet wurde und das Wojciechowski bis zu seinem Tod 1955 leitete. Das Bündnis mit den Russen erfuhr dabei folgende Legitimation, indem es dem panslawischen Zusammenhang zugewiesen wurde: „Der Kern der slawischen Welt sind zweifelsohne die russische (großrussische) und die polnische Nation“ (Zygmunt Wojciechowski). 
Auch der polnische Historiker Władysław Konopczyński setzte jetzt auf den Schutz des von Moskau gestützten und durchgesetzten neuen Regimes und folgerte 1946: „Es weht jetzt ein entgegengesetzter Wind. Es ist still über dem Osten, laut um die Gero und die Ottonen, Albrechts und Friedrichs, um Bismarck und Hitler.“
Nach etlichen Krisen und Schwerpunktverlagerungen vor allem nach dem Ende des Kalten Krieges besteht das Institut fort und bleibt Zentrum der Beschäftigung mit Deutschland.

## Die Westforschung und die „wiedergewonnenen Gebiete“
In der Zeitschrift des „Polnischen Westverbandes“ (Polski Związek Zachodni, PZZ) Polska Zachodnia Nr. 4 vom 26. August 1945 wurden die vor allem von Winston Churchill geäußerten Zweifel an der Berechtigung der Oder-Neiße-Grenze mit dem Hinweis zerstreut, „dass Polen nur einen Teil der seit urdenklichen Zeiten slawischen Gebiete neuerlich besitze; unter Berufung auf das historische Recht, das sogar von den Deutschen bestätigt worden sei, könne Polen eigentlich alle slawischen Gebiete bis zur Elbe zurückfordern, obwohl es dies nicht tue“ (siehe weiter oben Wilhelm Jordan und Heinrich Wuttke 1848). 1946 veröffentlichte dann das „Slawische Komitee“ in Breslau als ersten Band der „Slawischen Bibliothek“ das Buch des früheren Nationaldemokraten Karol Stojanowski Über die Reslawisierung Ostdeutschlands (O reslawizację wschodnich Niemiec). Der Autor ging davon aus, dass, ausgehend von den Sorben der Lausitz, die erloschene slawische Sprache durch die Ansiedlung einer slawischen Kernbevölkerung auf ostdeutschem Gebiet neu belebt werden könne. Zum Vergleich dafür, wie so etwas gelinge, verwies er auf die Rückkehr der Juden nach Palästina und zur Wiedereinführung des Altslawischen auf das modernisierte Bibelhebräisch (siehe Ivrit). Stojanowski wollte mit dem Entstehen westslawischer Staaten westlich der Oder die Gewähr dafür haben, dass in dem auszuhandelnden Friedensvertrag der preußische Staat „ohne Wiederbelebungschancen“ für immer untergehe. Er meinte, dass das auf seine „westlichen und südlichen Territorien begrenzte Deutschland (…) viel von seiner eroberungssüchtigen Psyche verlieren“ würde (Siehe hierzu Zonenprotokoll).
Während der Anschluss der Lausitz an Polen mit breiter Resonanz diskutiert wurde, wurden die Vorstellungen zur Reslawisierung bis zur Elbe für unrealistisch gehalten. Allerdings wurde darauf gedrungen, dass die Hauptstadtrechte von Berlin nach Westen verlagert wurden. Man fürchtete nämlich, dass durch Berlin als Hauptstadt die preußische Tradition weiterwirken und die Reichsidee Bismarcks und Hitlers unterstrichen würde. „Eine künstliche Gravitation ganz Deutschlands nach Osten“ sollte auf jeden Fall vermieden werden.

Noch im Oktober 1945 wurde das „Ministerium für die Wiedergewonnenen Gebiete“ gegründet. Es bestand bis 1949. Ihm oblag es, für die „grenzkolonisatorische“ Integration der Gebiete zu sorgen, die nach der Vertreibung der Deutschen mit polnischer Bevölkerung zu besiedeln waren. Die Arbeit der Westforscher sollte dazu dienen, „die Regierung bei Nationalitätenproblemen sowie wirtschaftlichen, demographischen und ‚kolonisatorischen‘ Fragen in Bezug auf die neuen Westgebiete zu beraten“. Die Westforscher fanden so eine politische Legitimation ihrer Arbeit, die sich in der vom Institut bis heute herausgegebenen Zeitschrift Westrundschau (Przegląd Zachodni) niederschlug. Ab 1945 erschien sie mit großer Regelmäßigkeit monatlich. 
„Dieses wichtigste Organ der polnischen Westforschung bildete erstens als Fachzeitschrift die Möglichkeit der Veröffentlichung von Aufsätzen und Rezensionen. Darüber hinaus war sie ein Forum, auf dem sich die Westforscher durch Diskussionen, Polemiken, Forschungsberichte oder Leserbriefe austauschen konnten oder über die Tätigkeit anderer Institute und Einrichtungen berichtet wurde. Neben diesen wissenschaftlichen Beiträgen finden sich aber auch gelegentlich Texte, die einen eher programmatischen oder sogar propagandistischen Charakter hatten und sich auf aktuelle Ereignisse bezogen, wie z. B. ein Leitartikel Wojciechowskis, in dem er den Ausgang des Krieges mit dem ‚polnischen‘ Sieg der Schlacht von Grunwald verglich.“
In der Volksrepublik Polen wurde die Westforschung „zu einer staatstragenden Wissenschaft erhoben und entsprechend finanziert“. Sie hat nach Rudolf Jaworski zur Sicherung des kommunistischen Herrschaftsanspruchs beigetragen und antwortete auf die restaurativen Tendenzen der deutschen Ostforschung ebenfalls als „Frontwissenschaft“ zweier verfeindeter Machtblöcke. Dabei sei aber die Oder-Neiße-Linie „nur bedingt eine deutsch-polnische Angelegenheit“ gewesen.
Für den britischen Historiker Norman Davies hat sich in der Nachkriegszeit Folgendes abgespielt: „Seltsamerweise fiel die Übernahme nationalistischer Ideen durch die Kommunisten zeitlich mit der Beseitigung der ethnischen Minderheiten und der Umwandlung der polnischen Gesellschaft zusammen. Während Stalin auf die polnische kommunistische Partei einen radikalen Einfluss ausübte, schuf er ein mononationales Polen. Während Dmowskis Ideen in der Ideologie der Nachkriegszeit unerwartet wiederauflebten, gingen ebenso unvorhergesehen seine kühnsten ethnischen Träume in Erfüllung: es entstand ein Polen, in dem ausschließlich Polen lebten.“

## Deutsch-polnischer Grenzvertrag von 1990 als Voraussetzung eines Neubeginns
Als im Zuge der sich anbahnenden deutschen Wiedervereinigung 1990 insbesondere in der Republik Polen die Sorge wuchs, das vereinigte Deutschland könne eine Revision der deutschen Ostgrenzen fordern, verlangten die vier Siegermächte als Voraussetzung für ihre Zustimmung zur deutschen Einheit die endgültige Anerkennung der Oder-Neiße-Grenze als rechtmäßige Staatsgrenze zwischen Deutschland und Polen. Diese Anerkennung wurde im Zwei-plus-Vier-Vertrag verankert und im deutsch-polnischen Grenzvertrag vom 14. November 1990 in einem völkerrechtlichen Vertrag bekräftigt. Durch diesen am 16. Januar 1992 in Kraft getretenen Vertrag gab die Bundesrepublik Deutschland alle Ansprüche auf die Ostgebiete des Deutschen Reiches auf, die östlich dieser Linie lagen und seitdem auch völkerrechtlich zu Polen gehören.
Spätestens seither ist die deutsche „Ostforschung“ selbst Gegenstand kritischer Aufarbeitung und Gegenstand von Wissenschaftsgeschichtsforschung geworden und ist als Oberbegriff zeitgenössischer Forschung so belastet, dass andere Begriffe an ihre Stelle getreten sind. Als erste gemeinsame Bestandsaufnahme beider durch geschichtspolitische Instrumentalisierungen beeinträchtigten Forschungsrichtungen erschien 2003 ein Band, in dem sowohl die „deutsche Ostforschung“ wie auch die „polnische Westforschung“ kritisch vorgestellt werden. Festzuhalten ist, dass in beiden Forschungsrichtungen innovative Konzepte zum Tragen kamen, nämlich verschiedene Disziplinen zusammengeführt wurden, in denen vor allem wirtschafts-, sozial-, rechts- oder bevölkerungsgeschichtliche Fragestellungen im Vordergrund standen. Darin schlug sich eine gesamteuropäische Entwicklung nieder, die sich andernorts aus den imperialistischen Eroberungen und der Einrichtung von Kolonien in Übersee ergeben hatte und die im Zusammenhang mit der zwischen 1814 und 1914 verdreifachten Bevölkerungszunahme in den europäischen Ländern im Sozialimperialismus ihre deutlichsten Ausprägungen erfuhr.
Insgesamt wird zunehmend eine Perspektive verfolgt, in der auch das Geschehen in Mittelost- und Osteuropa in gesamteuropäische Zusammenhänge eingeordnet wird. So schreibt Jürgen Osterhammel 2009 in seinem Werk über das 19. Jahrhundert „Die Verwandlung der Welt“ unter der Überschrift „Siedlungskolonialismus“ von den „faschistischen Imperialträumen“ in den von Deutschland, Italien und Japan zwischen 1930 und 1945 entfalteten „staatskolonialistischen Siedlungsprojekten“: Italien in Libyen und Äthiopien, Japan in der Mandschurei, wo eine militärische Ordnungsutopie entstehen sollte, und Deutschland, das im eroberten Osteuropa eine „arische“ Rassetyrannei errichten wollte. Schon im 19. Jahrhundert seien an den „Frontiers“ ganze Völker dezimiert oder zumindest ins Elend gestürzt worden. Die Siedler des faschistischen Imperialismus seien jedoch nur noch Instrumente staatlicher Politik gewesen. „Es war der Staat, der sie anwarb, entsandte und mit Land in kolonialen Rand- und Überseegebieten versorgte und der ihnen einredete, sie erfüllten eine besonders wichtige nationale Pflicht und sollten unvermeidliche Härten des Alltags zum Wohle des ‚Volksganzen‘ ertragen.“ Sie seien – ob in Afrika, in der Mandschurei oder an der Wolga – nur Versuchskaninchen in Imperialträumen gewesen.
Aber auch die „staatskolonialistischen Siedlungsprojekte“ als Eigenheit des „faschistischen Imperialismus“ erzeugten mit anderen Vorzeichen ebenfalls ihr Gegenbild. Denn nach Robert Brier leisteten die polnischen Westforscher „einen Beitrag zur Sowjetisierung des Landes“, indem sie „den Stalinismus nationalisierten“. Das habe sich in der persönlichen Lebensbilanz Wojciechowskis niedergeschlagen, der als polnischer Nationalist sich mit der Volksrepublik identifizierte und sagte, dass „ich mit diesem Polen am engsten verwachsen bin und ich mich für sein Schicksal mitverantwortlich fühle.“
Wenn Hans Mommsen das Bild von einem „faustischen Pakt“ zur Beschreibung der Bereitschaft der Ostforscher zur Kooperation mit dem NS-Regime zur Verwirklichung ihrer territorialen und bevölkerungspolitischen Ordnungskonzepte ohne Rücksicht auf mögliche inhumane Folgen benutzte, so könne dieses Bild auch auf die Westforschung übertragen werden, die mit der Forderung nach der Vertreibung der Deutschen Teil des „nationalistischen Radikalisierungsprozesses“ war, der die Völker, die unter der nationalsozialistischen, deutschen Besatzungsherrschaft gelitten haben, heimgesucht habe.
Für Ost- und Westforschung wird allerdings weitere kritische Forschung gefordert, weil offenbar noch kein vorbehaltloser Zugang zu allen Themenbereichen gefunden wurde.